# ویلیام اسکو مورنر
ویلیام اسکو مورنر (انگلیسی: W. E. Moerner؛ زادهٔ ۲۴ ژوئن ۱۹۵۳) یک دانشمند اهل ایالات متحده آمریکا است.
او به همراه استفان هل و اریک بتزیگ به طور مشترک موفق به دریافت جایزه نوبل شیمی در سال ۲۰۱۴ "برای توسعه میکروسکوپ فلورسانس در مقیاس نانو" شد.